# عقل أداتي
العقل الأدتي في الفلسفة الاجتماعية يقصد به ذلك النمط من التفكير الذي يعرف مشكلة ما ويسعى لحلها مباشرة دون تساؤل عن مضمون هذه الحلول والغايات وما إذا كانت إنسانية أو معادية للإنسان . .

العقلانية الأداتية موضوع دراسة لكل من علم الإجتماع والفلسفة الاجتماعية والنظرية النقدية ، وأشهر ناقد ربما للعقل الأداتي هو الفيلسوف الألماني الوجودي مارتن هايدجر الذي يحاجج أن أكبر خطر يحدق بالإنسان الحديث هو العلاقة الأداتية التي تربطهم مع العالم القائمة على السيطرة على الطبيعة والإنسان .

وجه هوركهايمر وأدورنو في كتاب جدل التنوير  انتقادات لهذه العقلانية الأداتية ووفي محاولة تفسير هيمنة العقل الأداتي على المجتمعات الغربية الحديثة، يرى ممثلو مدرسة فرانكفورت أن أحد أهم أسباب ظهوره هو آليات التبادل المجردة في المجتمع الرأسمالي .يقول هابرماس عن نقد رواد مدرسة فرانكفورت للعقل الأداتي أن هذا النّقد هو تعبير عن التشظي وعن الانكسار وعن التشاؤم الذي ساد عند رواد المدرسة النّقديّة جراء توالي الإخفاقات وأشكال الفشل التي عايشوها خلال الأربعينات من القرن العشرين 

## تعريف
يُنظر للعقلانية الأداتية كنوع معين من العقلانية يركز على أفضل وسيلة لتحقيق غاية ما، بغض النظر عن قيمة هذه الغاية دون الإهتام بمدى عقلانية أو إنسانية هذه الغاية، تميل العقلية الأداتية للإهتام بسؤال (كيف ؟) وليس سؤال (لماذا؟) .

## تفسير مدرسة فرانكفورت لهيمنة العقلانية الأداتية
في محاولة تفسير هيمنة العقل الأداتي على المجتمعات الغربية الحديثة، يرى ممثلو مدرسة فرانكفورت أن أحد أهم أسباب ظهوره هو آليات التبادل المجردة في المجتمع الرأسمالي. فتبَادُل السلع يعني تساوي الأشياء المُتبادَلة، فما يُهِم في السلعة ليس قيمتها الاستعمالية المتعينة وإنما ثمنها المجرد. 

والأيديولوجيا النابعة من هذا التبادل المجرد هي أيديولوجيا واحدية مادية تمحو الفروق وتُوحِّد الواقع مساويةً بين الظواهر المختلفة بحيث يصبح الواقع كله مادة لا سمات لها. ولم تشكل المجتمعات التي كانت اشتراكية أي بديل، فهي الأخرى سيطر عليها العقل الأداتي متمثلاً في التكنوقراطيات الحاكمة.

ولا يُفسِّر ممثلو مدرسة فرانكفورت أصول العقل الأداتي استناداً إلى عناصر مادية أو اقتصادية أو سياسية وإنما يرجعونه إلى عنصر ثقافي حضاري (على طريقة ماكس فيبر). فالعقـل الأداتي ـ حسـبما يرى هوركهايمر وأدورنو ـ يعود أولاً إلى الأساطير اليونانية القديمة، وخصوصاً أسطورة أوديسيوس باعتبار أن الإلياذة والأوديسة هما اللبنة الأسطورية الأساسية للوجدان الغربي. وقد جاء في الأوديسا أن أوديسيوس طلب من بحارته أن يضعوا الشمع في آذانهم حتى لا يسمعوا غناء الحوريات، وهو غناء ينتهي بمن يسمعه إلى الاستسلام لهن ولإغوائهن. وطلب منهم أن يقيدوه إلى «صاري» السفينة وأن يزيدوا تقييده كلما ازداد الغناء. وتنتهي الأسطورة بانتحار الحوريات لأن أوديسيوس سمع غناءهن وعرف سرهن.
وتُفسَّر هذه الأسطورة على النحو التالي:
1. علاقة الإنسان بالطبيعة في الأوديسة هي علاقة صراع وهيمنة وليست علاقة توازن. وأوديسيوس وبحارته هم رمز الإنسان الذي يود الهيمنة على الطبيعة.
2. يتم إنجاز هذا الهدف عن طريق إهدار إنسانية الإنسان وتلقائيته، فالبحارة (رمز الطبقة العاملة) يفقدون الصلة تماماً مع الطبيعة، وأوديسيوس (رمز الطبقة الحاكمة) لا يستمع إلى الغناء إلا وهو مقيد إلى الصاري، أي أنه يحلم بالسعادة دون أن يعيشها ويحلم بالطبيعة دون أن يرتبط بها.
3. لا يَنتُج عن هذا انفصال الإنسان عن الطبيعة وحسب وإنما يَنتُج عنه أيضاً انفصال المثال عن الواقع وانفصال الجزء الإنساني عن الكل الطبيعي، وبذا أصبح الإنسان يعيش بعقله في مواجهة البيئة يحاول استغلالها وحسب دون أن يتفاعل معها، أي أن الإنسان الكلي الحي يموت ليحل محله إنسان اقتصادي إمبريالي ميت، لأنه لا يحوي داخله الجوهر الإنساني المتكامل.
4. تنتهي الأسطورة بانتحار الحوريات وموت الطبيعة لأنها فقدت سحرها وقدسيتها.

ويرى مفكرو مدرسة فرانكفورت أن جذور العقل الأداتي تعود كذلك إلى المنطق الأرسطي الذي يكشف عن الميل لإخضاع جميع الموضوعات، سواء أكانت عقلية أم جسمية، اجتماعية إنسانية أم طبيعية مادية، لنفس القوانين العامة للتنظيم والحسابات والاستنتاج.

وأخيراً، يذكر هوركهايمر وأدورنو ذاتية ديكارت حين وضع الذات مقابل الموضوع وخلق هذه الثنائية الحادة والصلبة بينهما وكأن الذات يمكن أن تُوجَد مستقلة عن الموضوع، وكأن الموضوع يمكن أن يُوجَد في حد ذاته مستقلاً عن الذات. واستقلال الذات هنا يعني أنها ستُحوِّل الطبيعة إلى مجرد موضوع للتأمل (كما فعل أوديسيوس) يمكن توظيفه وحوسلته والسيطرة عليه. ويُميِّز أدورنو وهوركهايمر بين المحاكاة والإسقاط. فالمحاكاة هي إدراك مركب يحفظ التوازن بين الذات والموضوع كما يحفظ التوتر الخلاق بينهما. أما الإسقاط فهو شكل من أشكال البارانويا إذ يحول البيئة إلى مجرد امتداد للذات.

## وصلات خارجية
- موسوعة عبد الوهاب المسيري / مادة العقل الأداتي  نسخة محفوظة 26 فبراير 2020 على موقع واي باك مشين.
- نقد العقل الأداتي مقال بمجلة الاوان
- هذه هي الأداتية / مقال بجريدة الرأي لإبراهيم العجلوني